# Día de la decimalización

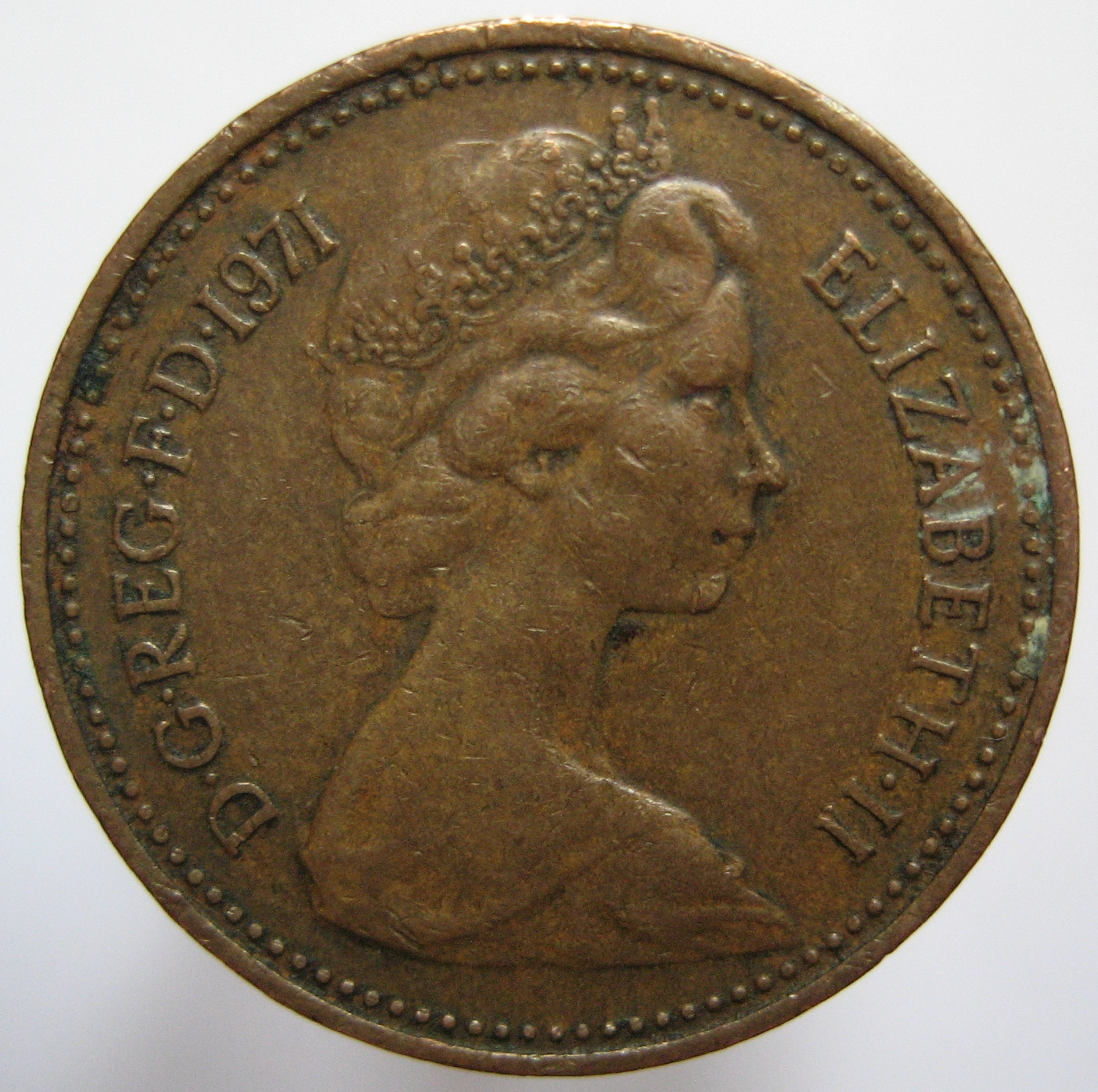

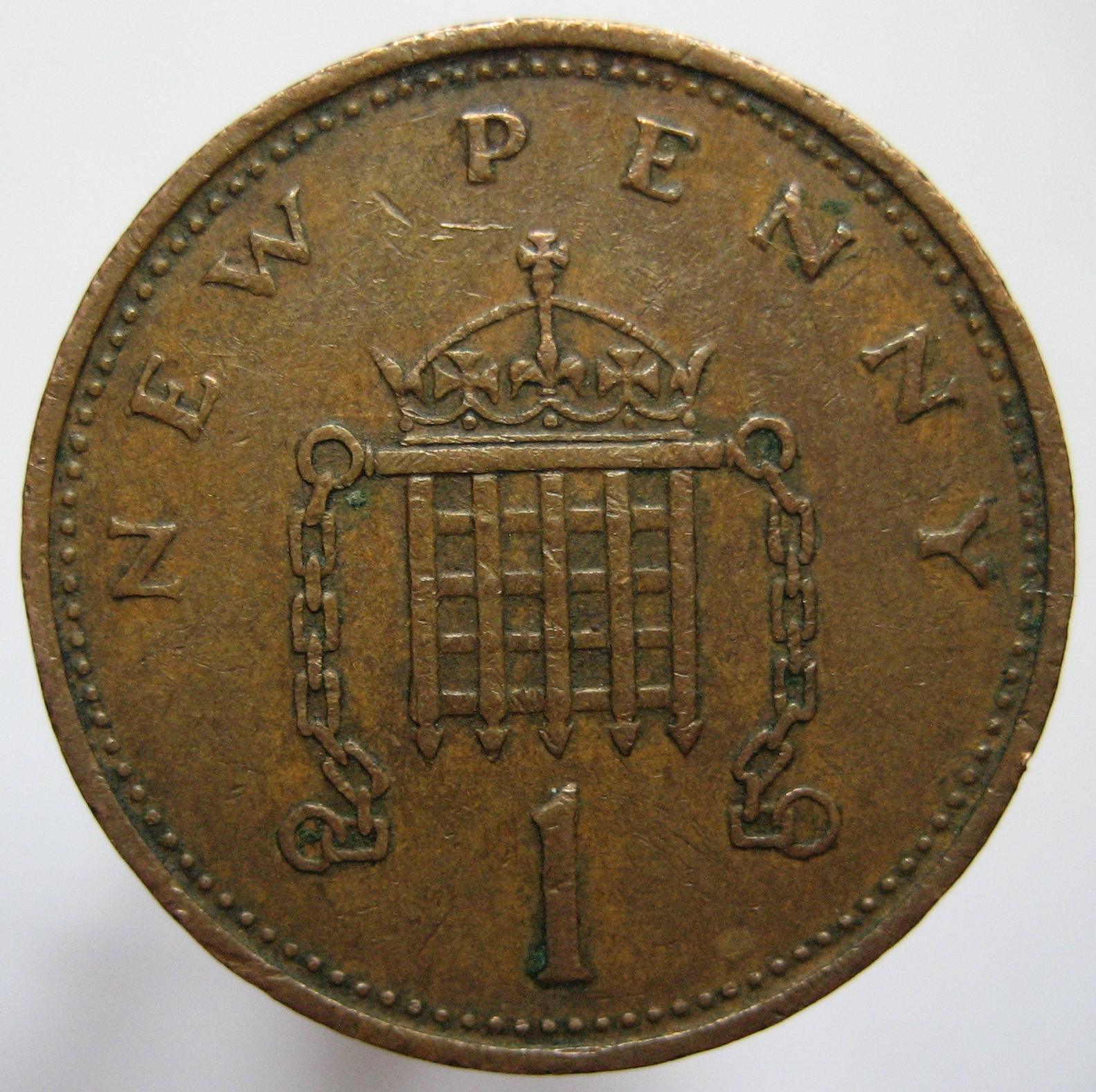
Moneda de 1 nuevo penique de 1971

El día de la decimalización (conversión de la moneda al sistema decimal) en el Reino Unido, y en Irlanda, fue el 15 de febrero de 1971. En este día, todas las naciones del Reino Unido pasaron a decimal sus antiguos sistemas monetarios lsd, compuestos por libras, chelines y peniques. Antes de esta fecha, la Libra esterlina estaba constituida por 20 chelines, cada uno de los cuales a su vez estaban constituidos por 12 peniques, conformando un total de 240 peniques por libra. El chelín fue abolido y la libra fue subdivida en 100 "nuevos peniques" (new pence; Abreviados "p"), cada uno de los cuales valía 2.4 "antiguos peniques" (old pence; Abreviados "d"). En Irlanda, la Libra irlandesa, la cual poseía una estructura lsd similar, tuvo cambios semejantes.

## Reino Unido

### Antecedentes
El Rublo ruso fue la primera moneda decimal del continente europeo, datada del 1704, aunque China venía usando el sistema decimal durante al menos 2.000 años. El acta de acuñación de 1792 en Estados Unidos, autorizó oficialmente la creación de una moneda decimal común, convirtiéndose en el primer país angloparlante en tener una. El Franco Francés decimal surgió tres años más tarde, en 1795.
El Parlamento del Reino Unido rechazó las propuestas de John Wrotessley para decimalizar la libra esterlina en 1824, promovida por el ejemplo del gobierno francés. Tras esta derrota legal, hubo poco progreso hacia la decimalización durante más de un siglo, aunque aparecieron proyectos para llevar a cabo esta idea, como la introducción de la moneda de dos chelines, el florín (1/10 de una libra) en 1849, para establecerla como unidad de referencia. Más tarde se dispuso la creación de una moneda de cuatro chelines llamada "florín doble", que sin duda marcó un  paso hacia la decimalización, pero el proyecto tuvo poca aceptación por parte del público y fue acuñado durante tres años, entre 1887 y 1890.
En 1841 se fundó la Asociación Decimal, un organismo para promover la decimalización y la metrificación de las medidas del sistema imperial; ambas causas fueron reavivadas tras la Gran Exposición de 1851 (la primera exposición universal de la historia). 
El informe preliminar de la Comisión real sobre el dinero decimal (en inglés: Royal Commission on Decimal Coinage), realizado entre 1856 y 1857, consideró los beneficios y problemas de la decimalización de la Libra Esterlina. Sin embargo, el informe no fue concluyente al respecto sobre ninguna solución aplicable en la realidad. Otro informe realizado en 1859 por otros dos comisionados, Samuel Jones-Lloyd, Barón de Overstone y el presidente del Banco de Inglaterra, John Hubbard, Barón de Addington rechazó la idea alegando que tenía "poca utilidad".
En 1863, el Comité Selecto de Pesos y Medidas  (en inglés:Select committee on Weights and Measures), apoyó la introducción de la decimalización para acompañar la implementación del sistema métrico decimal.
El "movimiento decimal" incluso llegó al mundo de la ficción. En las Novelas Parlamentarias de Anthony Trollope (y más aún durante la adaptación televisiva de estas), el protagonista, Plantagenet Pallisier, era un apasionado defensor de la decimalización, una causa que los otros personajes encuentran lisa y llanamente como un tópico aburrido y de poco interés. El esquema de Pallisier habría dividido el chelín en diez (y presumiblemente revaluado) peniques.
La Comisión real sobre el dinero decimal (1918 - 1920), bajo el cargo de Alfred Emmott, Barón de Emmott, informaron en 1920 que, el único esquema de decimalización factible, era el de dividir a la libra en 1000 milésimas (el sistema libra-milésima, propuesto en un principio en el año 1824), pero que sin embargo, esto resultaría algo inconveniente. Una minoría de cuatro miembros, no estuvo de acuerdo, alegando que dicha disrupción sería provechosa y valdría la pena. Otros tres miembros recomendaron reemplazar la libra por el Real, consistente de 100 medios peniques (lo que dejaría un ratio de conversión de 4.8 reales por cada libra)
En 1960, un informe preparado conjuntamente por la Asociación Británica para el Avance de la Ciencia y la asociación de la Cámara Británica de Comercio, seguido por el éxito de la decimalización en la autogobernada Sudáfrica, propició que el gobierno crease el Comité de Investigación sobre la Moneda Decimal (en inglés: Committee of the Inquiry on Decimal Currency), también conocido como el Comité de Halsbury, en 1961, que comenzó a funcionar en 1963.
La adopción de los cambios sugeridos en el informe, fue anunciado el 1 de marzo de 1966. La Junta Monetaria Decimal (en inglés: Decimal Currency Board; DCB) fue creada para administrar la transición, aunque los planes no fueron aprobados por el parlamento hasta que se aprobó el Acta Monetaria Decimal en mayo de 1969. El exconcejal de la Gran Londres, William G. Fiske fue nombrado como presidente de la junta.
En un momento se consideró introducir una nueva unidad monetaria que equivaliese a diez chelines de la antigua moneda. Algunos de los nombres propuestos fueron la nueva libra, el real (royal) y el noble. Esto hubiera dado como resultado que el "penique decimal" tuviese un valor ligeramente superior al antiguo penique (este sistema fue el adoptado por Sudáfrica, Australia y Nueva Zelanda durante los años 60s). Pero el Consejo de Halsbury decidió que la importancia de la Libra Esterlina como reserva de valor, significaba que la libra debería mantenerse sin cambio alguno.

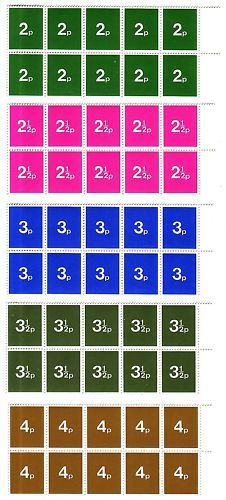
Sellos de prueba de la época de la decimalización con los mismos valores que los lanzados en estampas tiempo después

Bajo el nuevo sistema, la libra fue mantenida, pero sus subunidades fueron modificadas y adaptadas. La libra pasó de estar formada por 240 peniques (expresados con el símbolo "d"), a 100 (expresados con el símbolo "p"). Para concretar el cambio, comenzaron a acuñar nuevas monedas con nuevas denominaciones, para que circularan con las antiguas. Las monedas de cinco y diez peniques  fueron introducidas en abril de 1968, y eran del mismo tamaño, composición y valor que sus equivalentes pre-decimales, la moneda de uno y dos chelines. En octubre de 1969, se introdujo la moneda de cincuenta peniques, y el 20 de noviembre de 1970, se retiró el billete de diez chelines. Este proceso redujo la cantidad de nuevas monedas que requerían ser introducidas el día del cambio, y además, hacía que el público se familiarizase con tres de las seis nuevas monedas. Con propósito de informar y educar, se crearon pequeñas libretas que contenían algunas o todas las nuevas denominaciones.
La antigua denominación de medio penique fue retirada de la circulación el 31 de julio de 1969 y la Media Corona (2s 6d) siguió en 31 de diciembre para facilitar la transición.  (El Fárting fue acuñado por última vez en 1956 y dejó de ser curso legal en 1961). 
Durante las semanas previas al Día de la Decimalización hubo una gran campaña publicitaria que incluyó una canción por Max Bygraves llamada "Decimalización". La BBC creó una serie de programas de cinco minutos, los "Decimal Five" (en español: "Decimales de cinco"), a los cuales contribuyó la banda The Scaffold, con unos temas especiales para estos. La ITV transmitió un programa corto llamado Granny Gets The Point (en español: Abuelita Entiende El Punto), protagonizada por Doris Hare, la actriz de la serie On The Buses, en la que, en una situación en la que una mujer anciana que no entiende el nuevo sistema, aparece su nieto para enseñarle a usarlo. A las 10:00 a. m. del 15 de febrero (y nuevamente a la siguiente semana) se transmitieron por la BBC1, dos programas escolares, "New Money Day" y "Merry-go-Round" en los cuales, el titiritero Peter Firmin y el personaje de su autoría, Muskit, se encontraban con precios distintos y denominaciones monetarias nuevas al ingresar dinero en varios negocios. 
Los bancos recibieron inventario por adelantado de las nuevas monedas y también fueron enviadas a las tiendas antes del 15 de febrero para permitirles dar cambio a los consumidores al día siguiente del cambio. Los bancos cerraron desde las 3:30 p. m. del miércoles, 10 de febrero de 1971 hasta el lunes, 15 de febrero para permitir procesar la recepción e intercambio de cheques y créditos en el sistema y también para modificar los balances de las cuentas del sistema duodecimal (£sd) al decimal. En muchos de los bancos, la conversión se hizo manualmente, debido a que por aquella época, la mayoría de sucursales bancarias aún no estaban computarizadas. El mes de febrero fue elegido para realizarse el cambio debido a que era el mes con menos actividad comercial en bancos, tiendas y organizaciones de transporte. 
La mayoría de los bienes exhibían su precio en ambos sistemas monetarios, incluso tiempo después de pasado el 15 de febrero; Previo al Día de la Decimalización, se ilustraban los precios poniendo los del antiguo sistema y al lado, los nuevos y, pasado el 15/2, se invirtió dicho orden. Este orden se usaba, por ejemplo, para ilustrar precios durante las temporadas de 1970-1971. Las láminas con las mayores denominaciones fueron emitidas el 17 de junio de 1970.
Algunas excepciones al día de la decimalización fueron: la empresa de transporte ferroviario estatal British Rail (disuelta en 1997) y el Gran Consejo Londinense, principal órgano administrativo de dicha ciudad (hasta el año 1986), los cuales adoptaron el sistema decimal un día antes de lo establecido, el primero instando a los clientes, si optanban por utilizar monedas de un céntimo o de tres céntimos, a pagarlas en múltiplos de 6d ( 2 1/2 p, el mínimo común múltiplo de los dos sistemas). Las compañías de autobuses (en aquel momento muchas de ellas estatales, a través de la Compañía Nacional de Autobuses) fueron otra excepción, pasando a ser decimales el domingo 21 de febrero. 
Aunque el sistema de precios imperial cesó el día de la decimalización, el 15 de febrero, y el sistema de precios dobles fue eliminado para mediados de septiembre de 1971, todavía era posible encontrar artículos con precios dobles, o incluso con precios con el sistema £sd, durante muchos años tras la decimalización. Cuando se presentaban situaciones donde el artículo poseía un precio en la denominación monetaria en desuso, el tendero cobraba el equivalente en el nuevo sistema decimal (ej. Si el artículo costaba £2 7s 5d, se cobraría £2.37, de acuerdo al nuevo sistema). No está claro si mostrar artículos con un precio del sistema £sd era legal o no, pero lo cierto es que ese fenómeno fue disminuyendo con el paso de los años, ya que los artículos de la era pre-decimal (en especial los consumibles) fueron mayormente vendidos o descartados.

### Después del Día Decimal
El Día Decimal fue considerado una jornada normal. Entre las críticas a la medida destacaban el ínfimo tamaño de la nueva moneda de medio penique (pues pesaba tan solo 1.78 gramos, en contraste con los 5.67 del antiguo medio penique) y el hecho de que muchos comerciantes, aprovecharon el cambio de moneda para aumentar sus precios (lo que se ve reflejado en el hecho de que la implementación del sistema decimal tan solo favoreció ligeramente a los consumidores británicos). Muchos individuos se valieron, durante la temprana etapa del cambio, de emplear, monedas de un nuevo penique para financiar la compra de artículos con valor facial de 6d (2 1/2 p) en máquinas expendedoras no adaptadas. Tras el 15 de febrero, los bancos continuaron aceptando pagos en las monedas del sistema £sd, pero siempre daban cambio en monedas del sistema decimal. Las viejas monedas fueron, mayormente depositadas en los bancos y así fue como la mayoría de ellas desaparecieron de circulación.  
Las nuevas monedas de medio penique, uno y dos peniques, fueron introducidas el día 15 de febrero de 1971. Dos semanas después, las monedas de un antiguo penique y las monedas de tres antiguos peniques habían dejado de circular y las monedas de seis peniques se habían vuelto escasas. El 31 de agosto se eliminaron oficialmente las monedas de 1d y 3d, finalizando el proceso de transición en gran medida (pues estas eran las de menor denominación y por ende, las de mayor circulación).
El gobierno pretendía que las nuevas unidades monetarias fueran llamadas "new pence" (nuevos peniques), pero la población decidió que sería más rápido y sencillo decir "pee" (pronunciado "pi") para referirse a las nuevas monedas. Abreviaciones como "tuppence" (dos peniques),  son difíciles de oír hoy en día, y términos como "tanner" (para referirse a la monedas de seis peniques, usualmente empleadas para expresar ciertas cantidades específicas de dinero, son ahora obsoletas. Sin embargo, otros términos de la época pre-decimal, han persisitido, tales como "quid" (una libra) o "bob" (diez chelines o media libra). Los montos denominados en Guineas (21 chelines o £1.05) son reservados para transacciones específicas , como la compra de caballos y algunas subastas. 

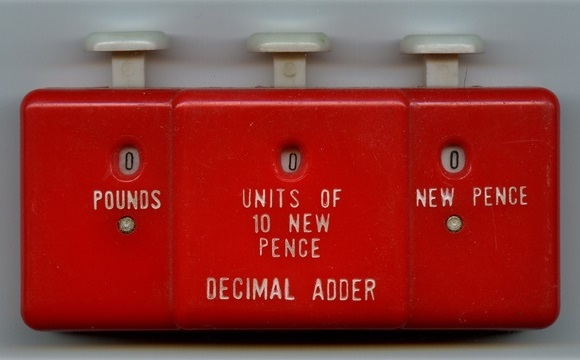
Una máquina "Sumadora Décimal"

La campaña de información pública durante los dos años previos a la decimalización (1969 y 1970) ayudó a facilitar dicho proceso, como también lo hizo el truco de obtener una conversión aproximada de los nuevos peniques en los antiguos chelines y peniques simplemente duplicando el número de nuevos peniques y colocando un sólido, o barra, entre los dígitos: 17p multiplicado por 2 = 34, - aproximadamente igual a 3/4 ("tres y cuatro", o tres chelines y cuatro peniques), con un proceso similar para la conversión inversa. La voluntad de la población más joven para aceptar el cambio también ayudó de sobremanera. En general, los adultos mayores tuvieron muchas más dificultades para adaptarse al nuevo sistema (por lo cual se popularizaron frases como "¿Cuanto es eso en dinero antiguo?" o siquiera "¿Cuanto es eso en dinero real?" y se las asociaron con este grupo poblacional). Durante esta época se desarrollaron máquinas (bautizadas como "Sumadoras o Conversoras decimales") para ayudar a la población a realizar cambios entre antiguas y nuevas monedas. La siguiente es una tabla mostrando los equivalentes entre monedas del sistema £sd y el sistema decimal. 
| Pre-Decimal         | Pre-Decimal                     | Decimal      |
| Nombre común        | Cantidad (Peniques/de chelines) | Decimal      |
| ------------------- | ------------------------------- | ------------ |
| Farthing            | d                               | s ≈ 0.104p   |
| Halfpenny           | d                               | s ≈ 0.208p   |
| Penique             | 1d                              | s ≈ 0.417p   |
| Threepence          | 3d                              | 1p           |
| Sixpence            | 6d                              | 2p           |
| Chelín              | 1/-                             | 5p           |
| Florin/Dos chelines | 2/-                             | 10p          |
| Media Corona        | 2/6                             | 12 1/2 p     |
| Corona              | 5/-                             | 25p          |
| Libra               | 20/-                            | £1 = 100p    |
| Guinea              | 21/-                            | £1.05 = 105p |

Todas las monedas pre-decimales (excepto algunas monedas no circulantes como coronas, soberanos y florines dobles que fueron explícitamente excluidos del cambio), ya no son de curso legal. Las protestas del público ante la propuesta de desaparición de los antiguos seis peniques (6d), que valían exactamente 2 1/2p y que en un principio iban a ser retirados anticipadamente, pospusieron su retirada hasta junio de 1980.
Los chelines (1s o 24 d) y los florines (2s o 48 d) , junto con sus equivalentes en el sistema decimal (5 y 10 peniques), coexistieron y continuaron circulando regularmente hasta mediados de los años 90s. En teoría esto incluía a las monedas acuñadas desde 1816 (año en que se aplicó el programa de reacuñación de Jorge III), aunque en la práctica, las más antiguas databan de 1947 (año en que se eliminó la plata de todas las denominaciones de la libra esterlina; Esto fue debido a que incluso antes de la era decimal, estas monedas ya estaban fuera de circulación porque su valor metálico excedía con creces su valor facial). Las monedas de 1s y 2s continuaron circulando regularmente hasta que se introdujeron monedas de 5 y 10 peniques de menor tamaño, en 1990 y 1992, respectivamente 
Los valores faciales de las monedas del servicio de Jueves Santo real mantuvieron su valor facial, solo que lo incrementaron por un factor de 2.4 veces para hacerlo coincidir con las denominaciones decimales. Aunque el valor metálico de esas monedas excede por mucho el valor facial. 
Todas las monedas pre-decimales "corona" continúan siendo de curso legal hasta día de hoy, manteniendo un valor de 25 peniques (decimales)
El decimal "half penny" (1/2p), introducido en 1971, estuvo en circulación hasta 1984, ya que con el tiempo su valor había sido muy reducido por inflación. No ha sido acuñado regularmente, excepto para coleccionistas después de 1983 (aquellos que databan de 1984 estuvieron acuñados sólo en pruebas o en Conjuntos de acuñación sin circular), siendo desmonetizado el 31 de diciembre de 1984. La pieza de 50p estuvo reducida en medida en 1997, siguiendo la reducción en medida del 5p en 1990 y el 10p en 1992 (las versiones grandes de cada uno de los tres han sido desmonetizadas). Las monedas de 1p y 2p experimentaron un cambio de composición a acero recubierto de cobre en 1992. Aun así, ambas monedas son válidas desde 1971. Las monedas del Día decimal que circulan desde entonces siguen siendo válidas.
En 1982, se quitó la palabra nuevo (new) de todas las denominaciones, y en su lugar se colocó el número (escrito en letras) de peniques correspondiente a cada denominación (ej. "diez peniques" o "cinco peniques"). Este hecho coincidió con la introducción de la moneda de 20 peniques, la cual, desde el principio portó la leyenda "Veinte peniques". 
En 1983 se introdujo una Moneda de una libra  y en 1997 una moneda de dos libras.

## República de Irlanda

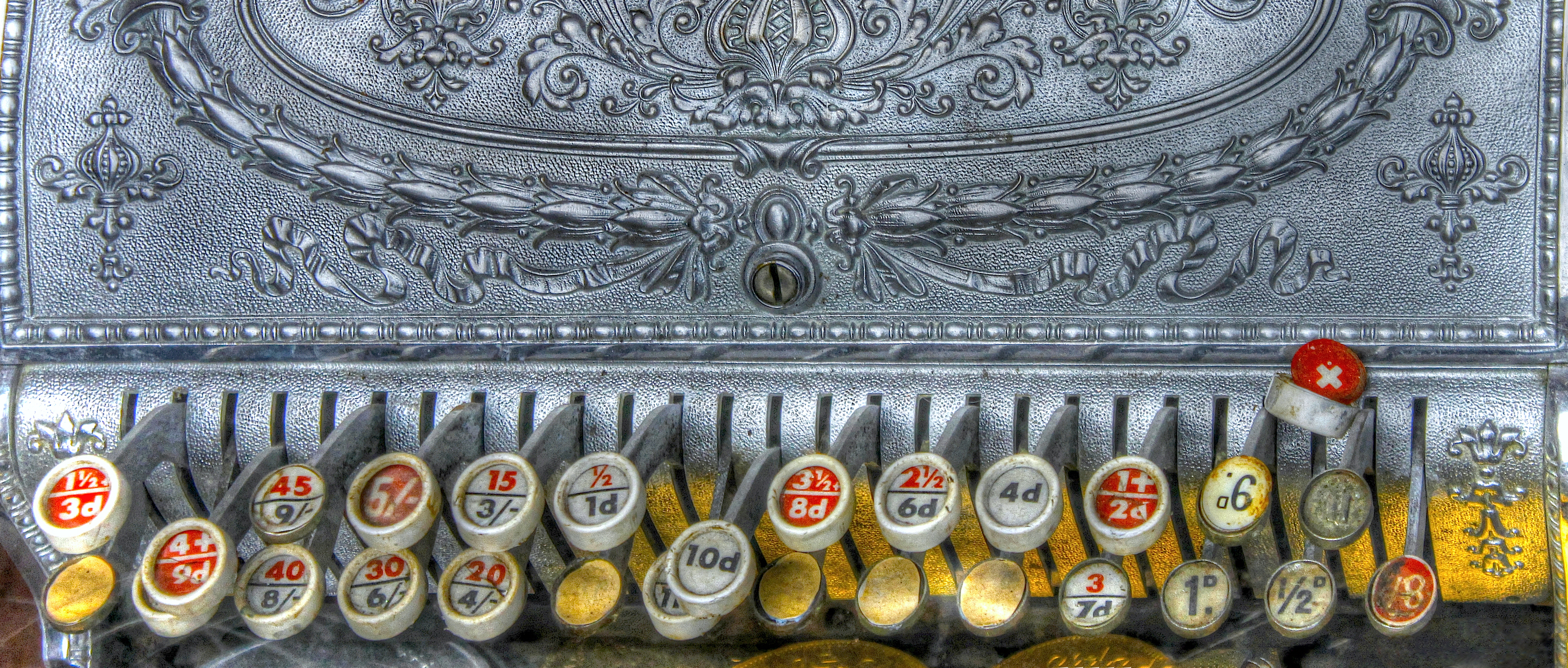
Caja registradora en Irlanda; las llaves tienen valores en "peniques nuevos" encima y "peniques viejos" abajo.

Cuando funcionaba el antiguo sistema de libras, abreviado £sd (compuesto por libras, chelines y peniques), el Reino Unido e Irlanda operaban dentro de la zona esterlina, en realidad una única zona monetaria. La libra irlandesa se creó como moneda separada en 1927, con monedas y billetes distintos, pero los términos de la Ley de la Moneda Irlandesa obligaban a los comisarios de la moneda irlandesa a canjear las libras irlandesas sobre una base fija de 1:1, por lo que las operaciones bancarias cotidianas continuaron exactamente igual que antes de la creación de la libra irlandesa. La libra irlandesa se decimalizó el 15 de febrero de 1971, la misma fecha que la libra británica.
Este acuerdo monetario continuó hasta 1979, cuando Irlanda se unió al Sistema Monetario Europeo, tras lo cual se vio obligada a romper ese ratio de intercambio con la libra esterlina. 
En Irlanda, todas las monedas pre-decimales, exceptuando las monedas de 1s y, 2s y 10s, fueron demandadas durante el proceso inicial de conversión al sistema decimal (entre 1969 y 1971); La moneda de 10 chelines, la cual era equivalente a 10 centavos, fue legalmente exenta de la desmonetización (aunque debido a su contenido de plata, era difícil verla en circulación). Las monedas de 1s y 2s fueron reclamadas en 1993 y 1994 respectivamente. Las monedas irlandesas pre-decimales todavía pueden ser intercambiadas en cualquier banco por su equivalente en Euros en el Banco Central de Irlanda.
En Irlanda,  monedas y estampillas de era pre-decimal eran denominadas con abreviaciones pertenecientes al Idioma irlandés; scilling  (("shilling", abreviado como "s") y pingin ("penny", abreviado como "p")) a diferencia de las abreviaciones del idioma latín "solidi" y "denarii" usadas en otros países de la zona esterlina. Sin embargo, la población irlandesa y los negocios empleaban la terminología "£sd" como en otros países. Además, (al diferencia del Reino Unido)  las denominaciones de las monedas y estampillas de la era pre-decimal se indicaban con la letra "p" en vez de emplear la tradicional "d". Tras la decimalización, mientras que las estampillas británicas cambiaron de "d" a "p", en Irlanda, simplemente se eliminó la letra que acompañaba a la denominación (solo en el caso de las estampillas), por lo que una estampilla que tiene un valor facial de 2 nuevos peniques en el Reino Unido se marcaba como "2p" o como simplemente "2" en Irlanda.